# 潘銳
潘銳（1481年—？），字宗魯，直隸廬州府六安州人，軍籍，明朝政治人物。

## 生平
正德二年（1507年）丁卯科應天鄉試第九十九名舉人，十二年（1517年）中式丁丑科會試第二十一名，三甲第八十七名進士。戶部觀政，授行人司行人，十四年（1519年）四月因諫明武宗南巡，改南京國子監學正。明世宗即位，十六年（1521年）五月詔復原職，嘉靖元年（1522年）十一月禮科給事中劉世揚請加恩典，以旌忠直，翰林院修撰舒芬等升俸一級。六年（1527年）十月忤禮部尚書桂萼，革職閒住。

## 家族
曾祖潘恪；祖父潘岳，雲南道監察御史；父潘穜，義官。嫡母張氏、程氏；生母楊氏。慈侍下。兄潘鐤，弟潘鋹。